# Melvin Calvin

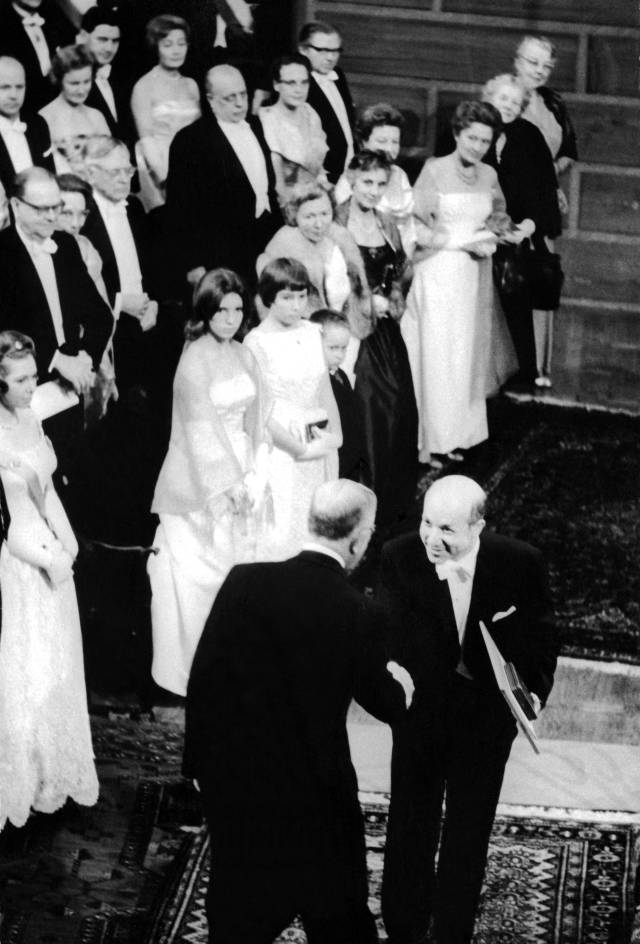
Melvin Calvin mottar Nobelpriset ur kungens hand

Melvin Calvin, född 8 april 1911 i Saint Paul, död 8 januari 1997, var en amerikansk biokemist. 
Calvin fick Nobelpriset i kemi 1961 med motiveringen "för hans undersökningar av växternas kolsyreassimilation". Han belönades 1964 med den brittiska Davymedaljen och 1989 den amerikanska National Medal of Science.
Calvin är upptäckaren av den så kallade mörkerreaktionen i kloroplastens inre. Processen innebär att koldioxid omvandlas till kolhydrater. Calvin-cykeln har fått sitt namn efter honom.
Utbildning: University of Minnesota (1935), Michigan Technological University (1931), Central High School